# Elissa Aalto
Elsa „Elissa” Kaisa Aalto (ur. 22 listopada 1922 w Kemi, zm. 12 kwietnia 1994) – fińska architekt i projektantka, współpracowała zawodowo z mężem projektantem i architektem Alvarem Aalto (1898–1976).

## Życiorys
Elissa Aalto urodziła się 22 listopada 1922 roku w Kemi jako Elsa Kaisa Mäkiniemi. W 1941 roku ukończyła liceum w Rovaniemi a w 1948 roku uzyskała dyplom architekta na Technicznym Uniwersytecie w Helsinkach. W 1949 roku rozpoczęła pracę w biurze architektonicznym Alvara Aalto, którego poślubiła w 1952 roku. W 1958 roku została partnerem w biurze Alvara Aalto. Po śmierci męża w 1976 roku ukończyła jego projekty, m.in. gmach opery w Essen i muzeum sztuki w Aalborgu. Została również prezesem firmy Artek – założonej przez Alvara wraz z jego ówczesną żoną Aino Salto (1894-1949), historykiem sztuki Nilsem-Gustavem Hahlem (1904–1941) i kolekcjonerką sztuki Maire Gullichsen (1907–2007).
W 1981 roku Elissa Aalto została honorowym członkiem American Institute of Architects.
Elissa Aalto zmarła 12 kwietnia 1994 roku.